# Síndrome de Tolosa-Hunt
El síndrome de Tolosa-Hunt es una enfermedad caracterizada por dolor en la órbita asociado a oftalmoplejia ipsilateral. Es unilateral, generalmente recurrente, y está provocado por la inflamación granulomatosa no específica del seno cavernoso.

## Historia
La primera descripción de la enfermedad fue realizada en el año 1954 por el neurocirujano español Eduardo Tolosa Colomer (1900-1981), el cual tuvo como paciente a un varón de 47 años, que presentaba inflamación granulomatosa que afectaba la porción intracavernosa de la carótida interna y los nervios craneales adyacentes.
En 1961, el neurólogo norteamericano William Edgard Hunt (1921-1999) obtuvo resultados concordantes con los obtenidos por Tolosa.
En 1988, la Sociedad Internacional para el Estudio de las Cefaleas identificó como entidad nosológica el Síndrome de Tolosa-Hunt.

## Epidemiología
Es muy poco frecuente, su incidencia exacta es desconocida. Se presenta a cualquier edad, y no tiene predisposición por sexo. Los pares craneales más afectados son: tercero (79%), sexto (45%), cuarto (32%), quinto (25%); con compromiso de múltiples pares craneanos en el 70% de los casos.

## Etiología
La causa es desconocida, pero los síntomas se explican por la inflamación granulomatosa inespecífica del seno cavernoso, la fisura orbitaria superior o la órbita.

## Cuadro clínico
Presenta dolor retroorbitario unilateral y recurrente acompañado de parálisis de la muscultura ocular extrínseca por afectación de los nervios motor ocular común, patético y motor ocular externo.

## Diagnóstico
Los criterios diagnósticos son los siguientes:
- Uno o más episodios de dolor de cabeza unilateral localizado en la órbita que persiste durante varias semanas si no se instaura tratamiento.
- Parálisis que afecta al III, IV o VI pares craneales.
- Demostración de granulomas en técnicas de imagen como la resonancia magnética nuclear cerebral, o mediante realización de biopsia.
- La parálisis coincide con el dolor en la órbita, o aparece en un periodo de dos semanas tras el inicio del dolor.
- El tratamiento con corticoides hace desaparecer el dolor y la parálisis en menos de 72 horas.
- El cuadro no se puede explicar por otras causas tras los estudios pertinentes.

## Tratamiento
El tratamiento se basa en la administración de corticoides sistémicos. Los corticoides son fármacos con potente acción antiinflamatoria y son capaces de aliviar el dolor del síndrome de Tolosa-Hunt con rapidez. 
Sin embargo el uso de corticoides durante periodos largos y a dosis elevadas, puede provocar diferentes efectos secundarios como: alteraciones del crecimiento, osteoporosis, adelgazamiento de la piel, estrías cutáneas, glaucoma, aumento del vello, aumento del peso, retención de líquidos y atrofia de las glándulas suprarrenales.

## Pronóstico
El pronóstico de esta enfermedad es en general bueno. Los pacientes responden bien al tratamiento con corticoesteroides, y el cuadro puede incluso remitir de forma espontánea. Sin embargo a veces no se recupera totalmente la movilidad de los músculos oculares. 